# Старий Охендзин
Старий Охендзин (пол. Stary Ochędzyn) — село в Польщі, у гміні Сокольники Верушовського повіту Лодзинського воєводства.
Населення — 356 осіб (2011).
У 1975-1998 роках село належало до Каліського воєводства.

## Демографія
Демографічна структура станом на 31 березня 2011 року:
|          | Загалом | Допрацездатний вік | Працездатний вік | Постпрацездатний вік |
| -------- | ------- | ------------------ | ---------------- | -------------------- |
| Чоловіки | 170     | 37                 | 112              | 21                   |
| Жінки    | 186     | 44                 | 98               | 44                   |
| Разом    | 356     | 81                 | 210              | 65                   |